# Синтетички атлетски стадион
Синтетички атлетски стадион (фр. Stade René Serge Nabajoth) је вишенаменски стадион у Леонори, Гвајана . Тренутно се највше користи за атлетику. 
Стадион је мулти-спорт објекат са 3.000 седишта који користи фудбалски клуб ФК Слингерз као свој домаћи стадион. Такође се користи за одржавање омладинских спортских догађаја. У 2018. био је домаћин шест мечева квалификација за првенство Конкакафа за жене 2018, у три меча играла је репрезентаија Гвајане а у три са друге репрезентације.

## изградња стадиона
Изградња стадиона је коштала приближно 1,084 милијарде Г$ (5,2 милиона УСД), објекат је званично почео да се гради у децембру 2010. а изградња је подељена у две фазе. Прва фаза се састојала од радова на дренажи и иригацији и изградњи главног приступног пута, док је у другој фази била израда саме стазе и других спортских терена.
Првобитно је планирано да објекат буде отворен 27. марта 2015, али је одложен за 17. април.